# Heterolepidoderma ocellatum
Heterolepidoderma ocellatum är en djurart som tillhör fylumet bukhårsdjur, och som först beskrevs av Ilya Ilyich Mechnikov 1865.  Heterolepidoderma ocellatum ingår i släktet Heterolepidoderma och familjen Chaetonotidae. Arten är reproducerande i Sverige. Inga underarter finns listade i Catalogue of Life.